# 선짜산

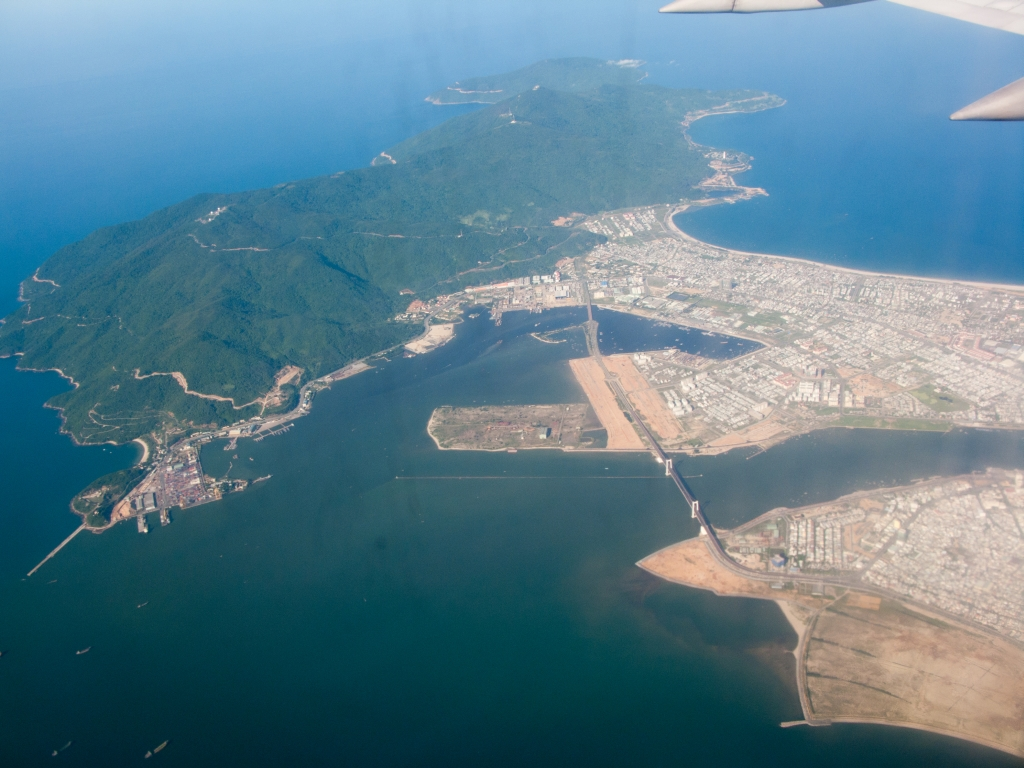

선짜산(베트남어: Núi Sơn Trà / 𡶀山茶)은 베트남 다낭시 선짜군에 위치한 산이다. 남중국해가 내려다 보이고, 다낭항의 띠엔사 터미널은 산의 서쪽 기슭에 위치해 있으며, 띠엔사 해변 근처에 있다. 산 위에 있는 원숭이 산 시설(Monkey Mountain Facility)은 베트남 전쟁 당시 미군기지였다.